# Kostel Panny Marie Pomocnice (Olomouc-Nová Ulice)
Kostel Panny Marie Pomocnice v Olomouci je římskokatolický kostel nacházející se na ulici I. P. Pavlova v městské části Nová Ulice patřící k římskokatolické farnosti Olomouc – Nová Ulice.

## Historie
Kostel začal stavět 6. září 1774 v tehdy samostatné obci Nová Ulice podle vlastního projektu stavitel Václav Beda. Roku 1780 k němu byla přistavěna věž, kterou nechala vybudovat manželka plukovního ranhojiče Antonie Pakostová. Z původní výzdoby se dochovaly mariánský oltářní obraz, olejomalba na plechu Sv. Jan Nepomucký od Jana Kryštofa Handkeho z roku 1740 a křtitelnice. Dochoval se i obraz Panny Marie Pomocnice nad hlavním oltářem. 
Původní kostel stál na Nové ulici dříve na místě bývalého Ječmínkova náměstí, v blízkosti dnešní Wolkerovy ulice. Postaven byl již ve 13. století, v roce 1397 byl poprvé zničen, podruhé byl zničen v roce 1620 a zbourán byl v roce 1758 Prusy. Z původní stavby kostela se dochovala mramorová kropenka s letopočtem 1637 a křtitelnice.
Zvony pochází z roku 1520 a 1734. Oprav se kostel dočkal například v roce 1932 (výmalba) či v roce 1966 (vnější fasáda).

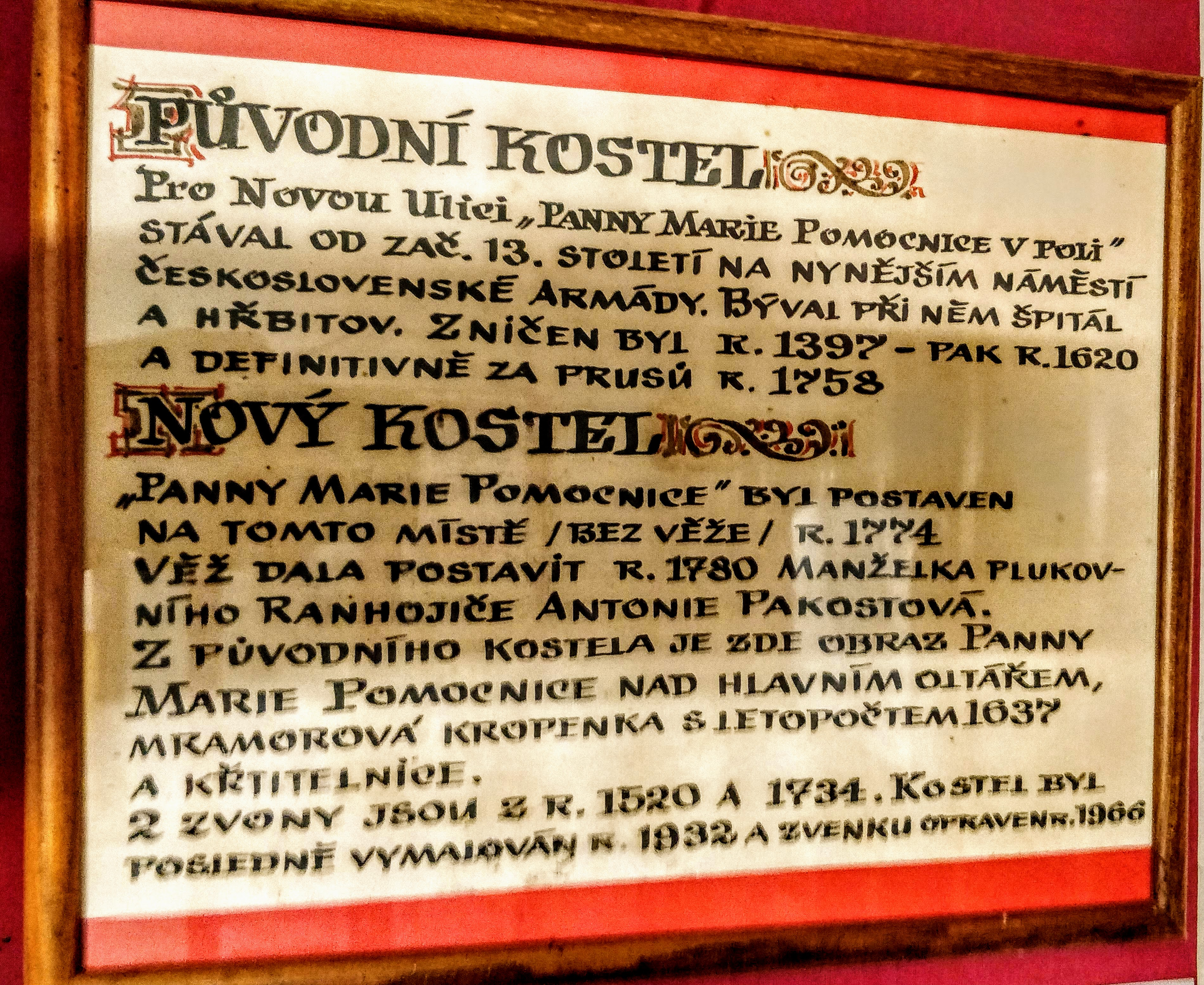
Popis historie kostela na nástěnce v kostele Panny Marie Pomocnice křesťanů, Olomouc – Nová ulice